# Liste bekannter Magier
Ein Magier, auch Zauberer und selten auch Hexer genannt, ist eine Person die behauptet, mit übernatürlichen Kräften  zu arbeiten.

## A
- Abraham von Worms (1362–1458)
- Akron (1948–2017)
- Aristeas (7. Jahrhundert v. Chr.)

## B
- Franz Bardon (1909–1958)
- Michael Paul Bertiaux (* 1935)
- Walter Ernest Butler (1898–1978)

## C
- Peter Carroll (* 1953)
- Paul Foster Case (1884–1954)
- Aleister Crowley (1875–1947)

## D
- John Dee (1527–1608)

## E
- Gérard Analect Vincent Encausse (1865–1916)

## F
- Johann Georg Faust (wahrscheinlich 1480, 1481 oder 1466 bis 1541)
- Dion Fortune (1890–1946)
- Jan Fries (* vor 1995)

## G
- Gerald Brousseau Gardner (1884–1964)
- Kenneth Grant (1924–2011)
- Gregor A. Gregorius (1890–1964)
- Stanislas de Guaita (1861–1897)

## I
- Imhotep (2700 v. Chr.)

## K
- Kirke
- Donald Michael Kraig (1951–2014)

## L
- Anton Szandor LaVey (1930–1997)
- Éliphas Lévi (1810–1875)

## M
- Simon Magus († 65)
- Matthias Mala (* 1950)
- Moina Mathers (1865–1928)
- Samuel Liddell MacGregor Mathers (1854–1918)
- Merlin

## N
- Heinrich Cornelius Agrippa von Nettesheim (1486–1535)

## P
- John Whiteside Parsons (1914–1952)

## R
- Israel Regardie (1907–1985)

## S
- Alex Sanders (1926–1988)
- Franz Sättler (1884–1942)
- Austin Osman Spare (1886–1956)
- Montague Summers (1880–1948)

## T
- Heinrich Tränker (1880–1956)

## W
- Arthur Edward Waite (1857–1942)